# Megachile tapytensis
Megachile tapytensis là một loài Hymenoptera trong họ Megachilidae. Loài này được Mitchell mô tả khoa học năm 1929.